# Dornige Ölweide
Die Dornige Ölweide (Elaeagnus pungens), auch Stech-Ölweide genannt, ist eine Pflanzenart aus der Gattung der Ölweiden (Elaeagnus) innerhalb der Familie der Ölweidengewächse (Elaeagnaceae).

## Beschreibung

### Vegetative Merkmale
Die Dornige Ölweide wächst als immergrüner, gut verzweigter, langsam wachsender, meist dorniger Strauch, der Wuchshöhen von 3 bis 4 Metern erreicht. Dieser Strauch ist in Mitteleuropa ausreichend winterhart. Die Rinde junger Zweige ist dicht braun beschuppt, schülfrig.
Die wechselständigen Laubblätter sind in Blattstiel und -spreite gegliedert. Die kurzen, robusten, runzeligen Blattstiele sind 5 bis 15 Millimeter lang und besitzen braune Schuppen. Die 5 bis 10 Zentimeter lange und 1,8 bis 3,5 Zentimeter breite, ledrige, eiförmige bis verkehrt-eiförmige oder elliptische, stumpfe bis spitze Blattspreite ist oberseits glänzend dunkelgrün, unterseits grauweiß bis bräunlich beschuppt, mit sieben bis neun Seitennerven auf jeder Seite des Mittelnerves. Der Blattrand ist ganz bis fein entfernt gezähnt oder genagt und oft wellig.

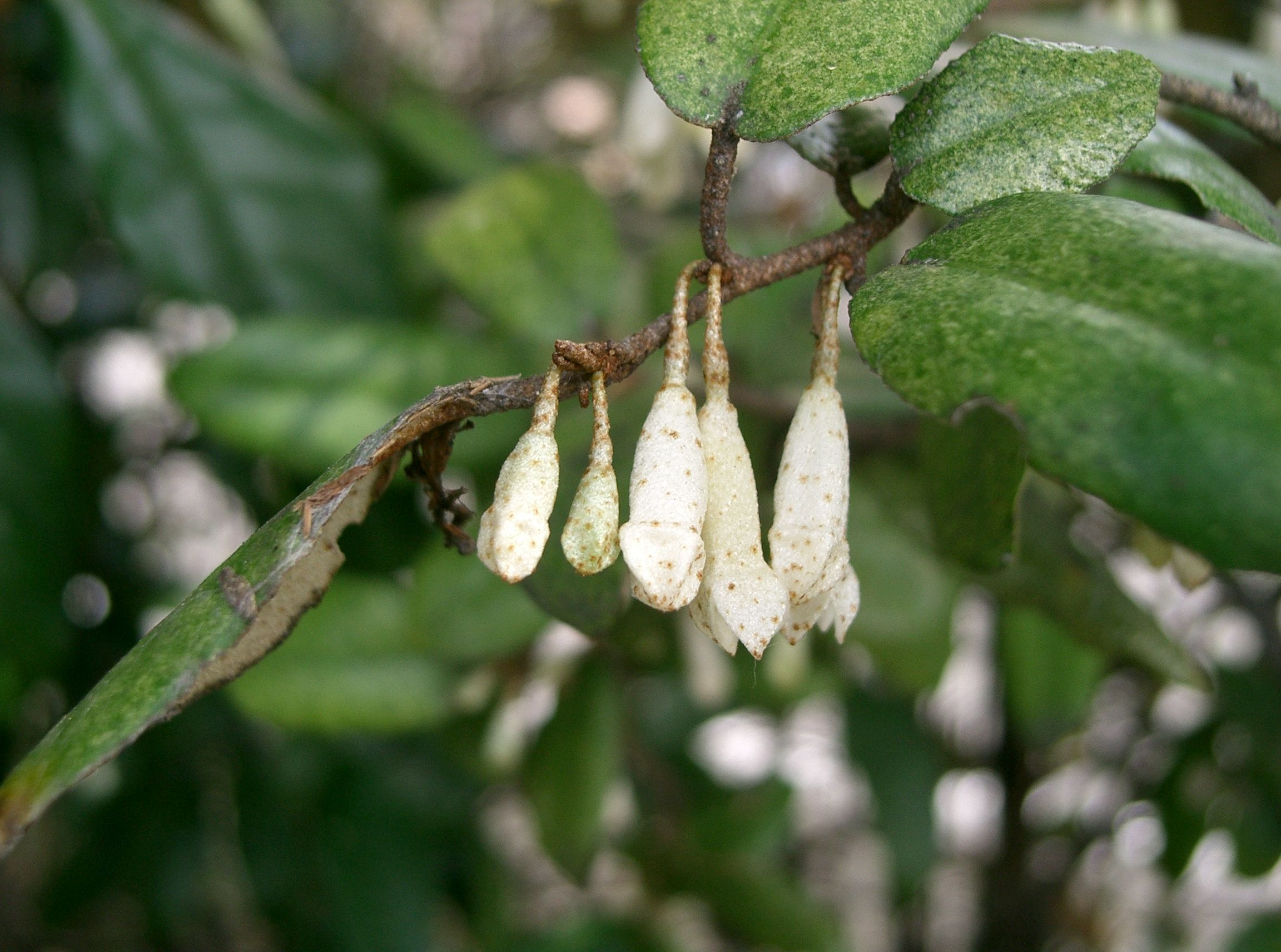
Blüten

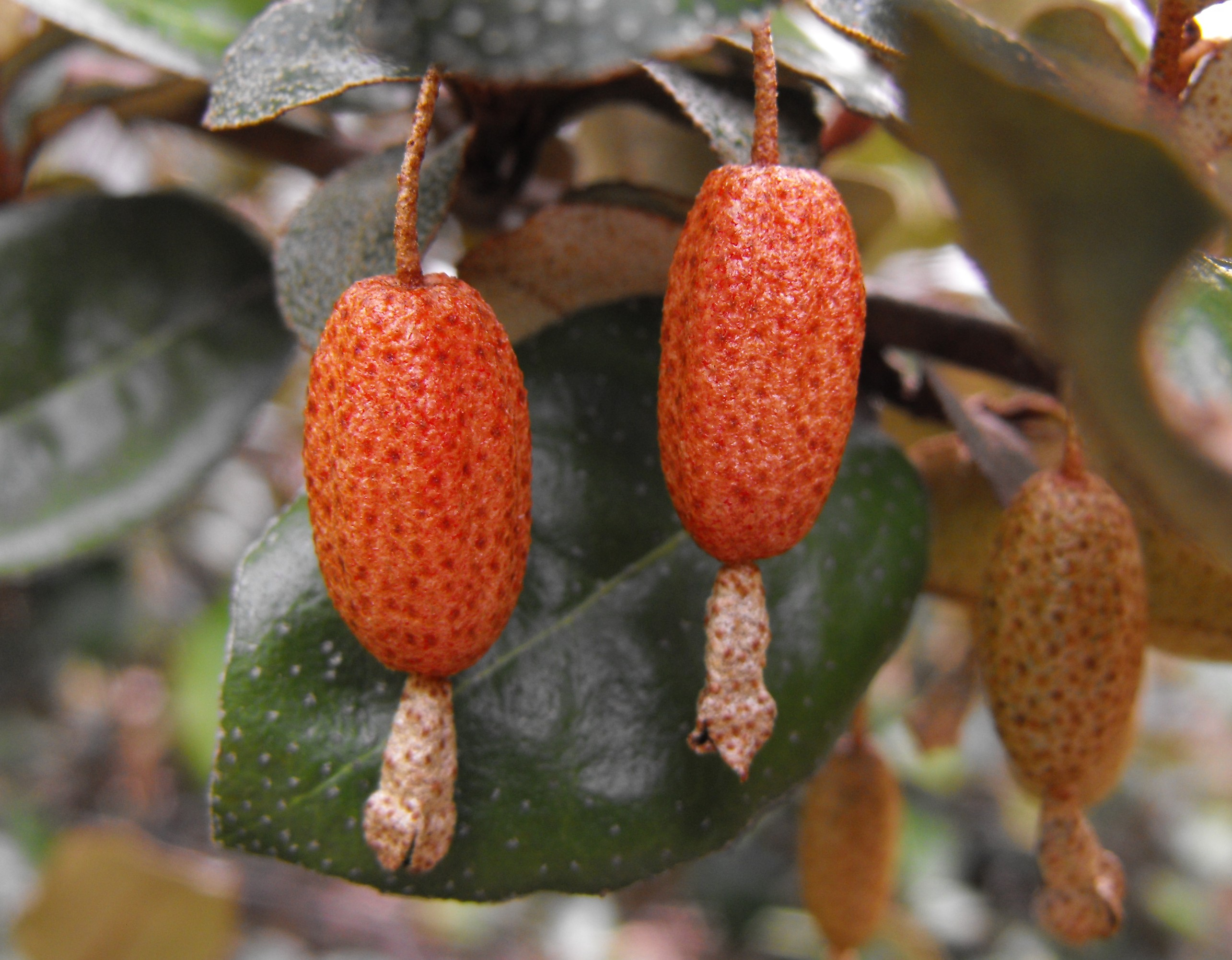
Steinfrüchte

### Generative Merkmale
In Mitteleuropa im Herbst, beziehungsweise in den Heimatländern von September bis Dezember, erscheinen zu wenigen in den Blattachseln die duftenden Blüten. Der Blütenstiel ist 5 bis 8 Millimeter lang und braun beschuppt. Die kleinen, zwittrigen Blüten sind vierzählig mit einfacher Blütenhülle. Der schlanke Blütenbecher ist röhrig und dicht schuppig. Die vier, leicht schuppigen, silbrigweißen Kelchblätter sind trichterförmig verwachsen, die kurzen, dreieckigen und spreizenden Kelchzipfel sind halb solang wie die Kelchröhre. Es sind nur vier kurze, fast sitzende Staubblätter am Schlund und ein mittelständiger, einkammeriger Fruchtknoten mit kurzem Griffel vorhanden. Es ist ein Diskus vorhanden.
In Mitteleuropa reifen die Früchte in milden Wintern gelegentlich im Frühjahr, ansonsten von April bis Juni. Die bei Reife orange-roten, einsamigen Steinfrüchte, mit den lange beständigen Perianthresten an der Spitze, sind bei einer Länge von etwa 15 Millimetern eiförmig bis ellipsoid und braun beschuppt. Die ellipsoiden, rippigen Steinkerne (Samen) sind relativ groß.

## Vorkommen
Die Dornige Ölweide ist in Japan und in den chinesischen Provinzen Anhui, Fujian, Guangdong, Guangxi, Guizhou, Hubei, Hunan, Jiangsu, Jiangxi, Zhejiang verbreitet. Sie gedeiht in China an Hängen, Straßenrändern oder Gebüschen, oft küstennah, unterhalb von Höhenlagen von 1000 Metern.

## Nutzung
Die Früchte und die Samen werden roh oder gekocht gegessen. Die Früchte besitzen einen angenehmen, leicht säuerlichen Geschmack, wenn sie vollkommen reif sind; davor sind sie aber adstringierend. Die etwas faserigen Samen erinnern im Geschmack an Erdnüsse und enthalten 42,2 % Proteine und 23,1 % Fett. Medizinische Wirkungen wurden untersucht.
Wegen der späten Blütezeit bietet die Pflanze wertvolle Nahrung für Insekten.
Sorten von Elaeagnus pungens werden in Parks und Gärten als immergrüne, duftende Ziergehölze kultiviert, besonders Sorten mit farbigem Laub sind beliebt. Beispiele mit unterschiedlich geflecktem Laub sind 'Aurea', 'Aureomaculata', 'Aureovariegata'‚ 'Simonii', 'Dicksonii', 'Frederici', 'Gold Rim', 'Maculata', 'Variegata'. Die Sorte 'Maculata' ist als „Gelbbunte Ölweide“ bekannt, dieser Strauch wird bis 2 Meter hoch und ist etwas frostempfindlich.

## Taxonomie
Elaeagnus pungens wurde 1784 von Carl Peter Thunberg in Johan Andreas Murray: Systemat Vegetabilium, 14. Auflage, S. 164 erstveröffentlicht.